# 交換法則
初等代数学における交換法則（こうかんほうそく、英: commutative law; 可換則、交換律）は、与えられた演算の二つの引数を互いに入れ替えても結果が変わらないことを述べる。また交換法則を満足する演算は可換性（commutative property; 交換性質）を持つと言う。例えば自然数に関する足し算や掛け算は交換法則を満たしている。
- 4 + 5 = 5 + 4（両辺とも値は9である）
- 2 × 3 = 3 × 2（両辺とも値は6である）

しかし引き算や割り算はそうではない。
- {\displaystyle 4-5\neq 5-4}
- {\displaystyle 6\div 3\neq 3\div 6}

その他に交換法則を満たすものとしては主に次のようなものがある。
- 有理数、実数、複素数の加算や乗算
- 行列、数ベクトルの加算
- 集合の共通部分や和集合

また、交換法則を満たさない主要な演算としては次のようなものがある。
- 行列の乗算
- 3次元数ベクトルのベクトル外積
- 写像の合成 （例えば関数の合成など）
- 四元数の乗算
- カップリング

ただし、ベクトルの外積のように、絶対値および絶対値に相当する数を考えたときに、交換法則は成り立つものも多い。

## 歴史と語源

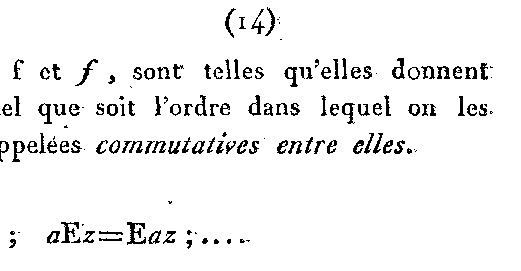
可換性の語の初出は1814年発行のフランスの雑誌である。

可換性質の暗黙的な使用は古代に遡る。古代エジプト人は積の計算の簡素化に乗法の可換性を用いているし、エウクレイデスが著書『原論』において乗法の可換性を仮定していたことは良く知られている。明示的な形で交換法則が立ち現れるのは、数学者により函数論が築かれ始める18世紀後半から19世紀初頭にかけてである。今日では可換性は数学の大部分の分野で良く知られた基本性質として扱われている。
記録上 commutative の語が初めて現れるのはセルヴォワの回顧録(1814年)で、現在では可換性と呼ばれる性質を持つ函数を記述するために commutatives の語が用いられている。語義はフランス語で「置き換え」や「入れ替え」を意味する commuter に「傾向がある」ことを意味する接尾辞 -ative が付いたものだから、字面通りに読めば「入れ替えようとするもの」である。

## 定義と語法
「交換」あるいは「可換」("commutative") という語は（関連はあるが厳密には異なる）いくつかの意味で用いられる。「交換法則」や「可換律」のように言うとき、一般的にはそれは二項演算（あるいはより一般に二項関係や二変数写像）に結び付けられた性質のことを言うものと理解される。特定の演算を固定して考えるとき、その演算の引数となる二つの元で、交換法則の言う条件式を満足するものに対しては、それらの二元が（与えられた演算のもとで）「交換する」「可換である」(commute) と言い表す。
以下、集合 E 上に二項演算 ∗ が定められているものとして:
- E の二つの元 x, y が演算 ∗ のもと（互いに）交換するまたは可換であるとは {\displaystyle x*y=y*x} を満たすときに言う。
- E の任意の二元 x, y が演算 ∗ のもと交換するとき、すなわち {\displaystyle x*y=y*x\qquad (\forall x,y\in E)} が成り立つとき、演算 ∗ は交換法則を満足する、または可換であると言う。可換でない演算は非可換 (non-commutative) であると言う。

より一般に、
- E の二つの部分集合 S, T が {\displaystyle x*y=y*x\qquad (\forall x\in S,y\in T)} を満足するとき、S, T は元ごとに可換 (element-wise commute) であるという。
- E の二つの部分集合 S, T が {\displaystyle x*y=y'*x'\land y*x=x''*y''\qquad (\forall x\in S,y\in T;\;\exists x',x''\in S,y',y''\in T)} を満足するとき、S, T は集合として可換 (commute as set) であるという。[注釈 2]

あるいはまた、
- 二変数写像（英語版） f: A × A → X は、どの二元 x, y も交換するとき、すなわち {\displaystyle f(x,y)=f(y,x)\qquad (\forall x,y\in A)} が成り立つとき、可換あるいは対称（英語版）であると言う。
- 二項関係 R ⊂ A × B は、どの二元 x, y も交換するとき、すなわち {\displaystyle x{\mathrel {R}}y=y{\mathrel {R}}x\qquad (\forall x\in A,y\in B)} が成り立つとき、交換可能あるいは対称であると言う。

## 交換法則の遍在
群論や集合論において、（複数の演算を持つ）様々な代数系が、それが持つ特定の演算が交換法則を満足するとき「可換」と呼ばれる。
- 可換半群（英語版）は可換で結合的な全域的演算を持つ。
- 可換半群がさらに単位元を持つという性質を持てば可換モノイド（英語版）と言う。
- アーベル群または可換群はその群演算が可換であるような群を言う[8]。
- 可換環はその乗法が可換となる環を言う（環の加法は常に可換である）[9]。
- 可換体は加法と乗法がともに可換[10]。

それらの分野の結果を利用する他の分野、例えば解析学や線型代数学では良く分かっている演算（例えば、実数や複素数に対する加法や乗法）は、いちいち断らなくても暗黙の仮定として証明等の中で縦横に用いられる

## 注